# Karl von Bukovics
Karl von Bukovics von Kiss-Alacska, auch Carl Bukovics von Kiss-Alacska (* 6. September 1835 in Wien; † 3. April 1888 ebenda) war ein österreichischer Theaterschauspieler, Komiker, Sänger (Tenor/Bariton), Theaterintendant und -leiter.

## Leben
Bukovics wurde für den Soldatenstand bestimmt und als Zögling der k.k. österr. Militärakademie in Wiener Neustadt erzogen. Am 1. September 1853 als Leutnant ausgemustert, avancierte er schon nach zwei Jahren zum Ober-Leutnant im 2. Dragonerregiment, und wurde auch Personal-Adjutant des Generalmajors Grafen Mennsdorff.
Seine schöne Stimme wurde jedoch so außerordentlich gelobt, dass er durch Hofopernsänger Karl Schmid und Hofkapellmeister Heinrich Proch gedrängt, nach langem Zögern endlich den Entschluss fasste, seine Offizierscharge zu quittieren und sich er Bühne zuzuwenden.
Die Ausbildung seiner hübschen Tenorstimme übernahm der bekannte Musiker Richard Levy, und schon Ende 1858 konnte er sein Debüt auf der Grazer Bühne wagen. Dasselbe fiel so günstig aus, dass er 1859 in den Verband der Kaiserlichen Hofoper in Wien trat. Er debütierte daselbst am 2. September als Max im Freischütz, gelegentlich der Neueinstudierung dieser Oper, und war sein Auftreten von so außerordentlichem Erfolge begleitet, dass man diese Vorstellung als das erste, bedeutende Ereignis der Saison 1859/1860 (Marie Louise Dustmann-Meyer sang die Agathe), bezeichnete.
Bukovics wirkte jedoch nur ein Jahr an diesem Kunstinstitut und begab sich 1860 ins Ausland. Er nahm Engagement in Bremen, dann in Düsseldorf, Königsberg und Berlin, wo er namentlich am Woltersdorfertheater eines der beliebtesten Mitglieder wurde.
1869 nach Wien zurückgekehrt, übernahm er die Direktion des Theaters in der Josefstadt, gab diese jedoch, mangels größeren Erfolges, bald wieder auf. Von 1871 bis 1873 war er Direktor des Theaters in Wiener Neustadt und 1874 Direktor des neu eröffneten Stadttheaters Teplitz.
Bukovics war bereits von der Oper zum Schauspiel übergegangen, wo später seine außerordentlich Begabung im komischen Fach ganz besonders zur Geltung kam. In Teplitz sah ihn 1875 Heinrich Laube spielen, erkannte mit seinem durchdringenden Theaterblick sofort den „positiven Komiker“ und engagierte ihn, da Theodor Reusche ans Burgtheater berufen war, für das Wiener Stadttheater, dessen Direktion er gerade zum zweiten Mal übernommen hatte. Bukovics trat in Maria Magdalena als Kommerzienrat Werren sein Wiener Engagement mit überaus günstigem Erfolg an und wusste sich durch seinen behaglichen, an den heiteren Lokalton sich anlehnenden Humor in kürzester Zeit die vollsten Sympathien des Publikums zu erringen. Ja, er galt schon nach dem ersten Jahre als erklärter Liebling der Wiener und gerade so wie früher sein herrlicher Tenorbariton zahlreiche Bewunderer fand, so galt er jetzt als einer der liebenswürdigsten, angenehmsten, sympathischsten und wirkungsvollsten Komiker.
So wirkte Bukovics als Schauspieler allgemein beliebt, bis er am 25. September 1880 nach dem dritten Rücktritt Laubes, die Direktion des Wiener Stadttheaters übernahm. Die neue Direktion behielt wohl im Großen und Ganzen das bisher gepflegte Genre des Theaters bei, verlegte sich jedoch auf die Pflege des modernen deutschen, wie französischen Schau- und Lustspiels (Eröffnungsvorstellung am 25. September 1880, Gräfin Lea, Schauspiel von Paul Lindau). Das Publikum übertrug die Sympathien auf den Direktor Bukovics, und als die ersten drei Jahre seiner Direktion abgelaufen waren, wurde dem Künstler, der nicht aufhörte, zu seinen eigenen besten Kräften zu zählen, das Stadttheater auf weitere sechs Jahre in Pacht gegeben.
Am 31. Januar 1884 feierte Bukovics noch in rosigster Stimmung unter dem Jubel seiner Verehrer, sein 25-jähriges Schauspielerjubiläum (man gab unter mannigfachen Ovationen Franz von Schönthans Schwabenstreich), und Freitag, den 16. Mai sanken das Schauspielhaus und hiermit alle Hoffnungen seines Direktors in Schutt und Asche.
Doch Bukovics brauchte um seine künstlerische Zukunft nicht lange Sorge zu tragen. Das Hofburgtheater versicherte sich dieser eminenten, künstlerischen Kraft. auch am Hoftheater fand er reichlich Gelegenheit, sein komisches Talent zu entfalten. Seine große beleibte Gestalt kam ihm dabei sehr zustatten. Vermutlich aus Eitelkeit gebrauchte der Künstler jedoch eine Entfettungskur. Vielleicht mag er dieselbe übertrieben haben, das Herz scheint in Mitleidenschaft gezogen worden zu sein – er erkrankte bald nachher und starb am 3. April 1888 in Wien.
Bukovics Bruder war Emmerich Bukovics, Direktor des Deutschen Volkstheaters in Wien. Bukovics feierte im Januar 1888 seine Silberne Hochzeit. Seine Frau Gesine Catharine war eine Tochter des Malers und Fotografen Johann Everhard Feilner. Seine Töchter Camilla und Christine wurden ebenfalls Schauspielerinnen.